# Ouratea spectabilis
Ouratea spectabilis är en tvåhjärtbladig växtart som beskrevs av Carl Friedrich Philipp von Martius och Adolf Engler. Ouratea spectabilis ingår i släktet Ouratea och familjen Ochnaceae. Inga underarter finns listade i Catalogue of Life.